# Lijst van voetbalinterlands Aruba - Guam
Deze lijst van voetbalinterlands geeft een overzicht van alle officiële voetbalwedstrijden tussen de nationale teams van Aruba en Guam. De landen hebben tot op heden twee keer tegen elkaar gespeeld. De eerste ontmoeting was een vriendschappelijke wedstrijd op 27 maart 2014 in Oranjestad. Het laatste duel, eveneens een vriendschappelijke wedstrijd, werd gespeeld op 30 maart 2014 in Oranjestad.

## Wedstrijden
| № | Plaats     | Datum         | Competitie        | Wedstrijd    | Uitslag |
| - | ---------- | ------------- | ----------------- | ------------ | ------- |
| 1 | Oranjestad | 27 maart 2014 | Vriendschappelijk | Aruba − Guam | 2 − 2   |
| 2 | Oranjestad | 30 maart 2014 | Vriendschappelijk | Aruba − Guam | 2 − 0   |

## Samenvatting
| Competitie        | Totaal gespeeld | Winst Aruba | Gelijk | Winst Guam | Doelsaldo Aruba – Guam |
| ----------------- | --------------- | ----------- | ------ | ---------- | ---------------------- |
| Vriendschappelijk | 2               | 1           | 1      | 0          | 4 − 2                  |
| Totaal            | 2               | 1           | 1      | 0          | 4 − 2                  |

Wedstrijden bepaald door strafschoppen worden, in lijn met de FIFA, als een gelijkspel gerekend.
AVB · A-internationals · Arubaans vrouwenelftal · Olympisch elftal
Amerikaanse Maagdeneilanden ·
Antigua en Barbuda ·
Barbados ·
Bermuda ·
Britse Maagdeneilanden ·
Canada ·
Costa Rica ·
Cuba ·
Curaçao ·
Dominica ·
Dominicaanse Republiek ·
El Salvador ·
Grenada ·
Guam ·
Guyana ·
Haïti ·
Jamaica ·
Kaaimaneilanden ·
Montserrat ·
Nederlandse Antillen ·
Panama ·
Puerto Rico ·
Saint Kitts en Nevis ·
Saint Lucia ·
Saint Vincent en de Grenadines ·
Suriname ·
Turks- en Caicoseilanden ·
Venezuela
GFA ·
Bondscoaches ·
Topscorers · 
Guamees vrouwenvoetbalelftal ·
Guam U21
Amerikaans-Samoa ·
Aruba ·
Australië ·
Bangladesh ·
Bhutan ·
Cambodja ·
China ·
Filipijnen ·
Hongkong ·
India ·
Iran ·
Laos ·
Macau ·
Malediven ·
Mongolië ·
Myanmar ·
Nieuw-Caledonië ·
Noord-Korea ·
Oman ·
Pakistan ·
Palestina ·
Salomonseilanden ·
Singapore ·
Sri Lanka ·
Syrië ·
Tadzjikistan ·
Taiwan ·
Turkmenistan ·
Vanuatu ·
Vietnam ·
Zuid-Korea